# Neuniederschrems
Neuniederschrems ist ein Dorf der Stadtgemeinde Schrems im Bezirk Gmünd in Niederösterreich mit 74 Einwohnern (Stand 1. Jänner 2024).

## Geografie
Das Dorf befindet sich westlich des Höfentöckteichs und ist mit Bräuhäusl, einem Ortsteil von Kottinghörmanns verwachsen, liegt aber in der Katastralgemeinde von Niederschrems, weshalb es den Namen Neuniederschrems trägt. Es ist über die Gmünder Straße erreichbar. Am 1. April 2020 umfasste der Stadtteil 34 Adressen.

## Geschichte
Früher bestanden hier zwei im Walde gelegene, hölzerne Häuschen und später das Wirtshaus von Jakob Bräuer (1791–1854), das zu Niederschrems gehörte. Dieses ist im Franziszeischen Kataster von 1823 als unbenannte Ortslage verzeichnet. Ab 1830 begann hier der Wirt, kleine Häuser zu errichten und diese mit je einem kleinen Grundstück zu verkaufen, andere erwarben nur ein Grundstück und erbauten selbst ein Haus, womit zunächst 17 Kleinhäuser entstanden, von denen neun auf dem Gebiet des Dorfes Kottinghörmanns lagen und heute den Namen Bräuhäusl tragen, ein Verweis auf Jakob Bräuer, der später vom Erlös seiner Arbeit ein Gasthaus in der Nasterzeil in Gmünd erstand. 
Um 1860 kauften die hiesigen Hausbesitzer von Martin Brandtner aus Hoheneich einen angrenzenden Wald, den sie rodeten und in Äcker umwandelten. Weiters wurden noch drei Kleinhäuser dazugebaut. Die so entstandene Kolonie gehörte ursprünglich zur Pfarre Schrems und wurde 1873 nach Hoheneich umgepfarrt und im Ort ein kleiner Bildstock und ein hölzerner Glockenturm errichtet.
Laut Adressbuch von Österreich war im Jahr 1938 in Neuniederschrems ein Gastwirt samt Trafik ansässig. Im Zuge der Niederösterreichischen Kommunalstrukturverbesserung trat die damalige Ortsgemeinde Niederschrems per 1. Jänner 1972 der Stadtgemeinde Schrems bei.